# Gustav Franke
Gustav Franke (* 22. März 1864 in Groß-Glogau; † nach 1935) war ein deutscher Jurist und Ministerialbeamter.

## Leben
Gustav Franke studierte Rechtswissenschaften, wurde im November 1885 mit seinem Eintritt in den Justizdienst Gerichtsreferendar am Oberlandesgericht Breslau und im Mai 1890 Gerichtsassessor. 1892 trat er in die Staatsbahnverwaltung über, kam in das Preußische Ministerium der öffentlichen Arbeit und wurde 1898 Mitglied der Eisenbahndirektion Frankfurt am Main. Ein Jahr später erfolgte seine Ernennung zum Regierungsrat. 1906 wurde er von Frankfurt zur Wahrnehmung der Geschäfte eines Referenten in die Eisenbahnabteilungen des Ministeriums der öffentlichen Arbeit nach Berlin berufen und im gleichen Jahr zum Geheimen Regierungsrat und Vortragenden Rat ernannt. 1909 wurde er Präsident der Eisenbahndirektion Altona, erhielt in dieser Position 1912 seine Ernennung zum Wirklichen Geheimrat (Exzellenz) und blieb dies bis März 1913. Mitte März 1913 erfolgte seine Ernennung zum Wirklichen Geheimen Oberregierungsrat und er wurde Ministerialdirektor im Ministerium der öffentlichen Arbeit. Hier wurde er 1918 zum Unterstaatssekretär im Eisenbahnministerium. 1919 ging er in den Ruhestand.
1918/19 war er stellvertretender Bevollmächtigter Preußens zum Bundesrat.
Franke war Geschäftsführer des Mitteleuropäischen Reisebüros GmbH (MER), ab 1918 die ehemalige Deutsche Reisebureau GmbH (DER), und Mitglied des Aufsichtsrates der Mitropa.